# کنکورد، شهرستان کمبل، ویرجینیا
کنکورد (به انگلیسی: Concord) یک منطقهٔ مسکونی در ایالات متحده آمریکا است که در ویرجینیا واقع شده‌است. کانکورد ۱٬۴۵۸ نفر جمعیت دارد.